# Drahonice (Chbany)
Drahonice (německy Drahnitz) jsou zaniklá vesnice v okrese Chomutov. Ležely asi 8,5 kilometru jihovýchodně od Kadaně na pravém břehu řeky Ohře. Hlavním zdrojem obživy obyvatel bývalo zemědělství, přestože zdejší pole bývala méně úrodná než v okolních vesnicích. Pěstovalo se na nich zejména žito, oves a chmel. Vesnice zanikla v roce 1967 zatopením v důsledku výstavby vodní nádrže Nechranice.

## Název
Název vesnice je odvozen z osobního mužského jména Drahoň ve významu ves lidí Drahoňových. V průběhu dějin se český tvar neměnil (Drahonicze, Druhonicze, Drahoniczy, Drahnicze aj.) a v němčině se objevovaly tvary podobné.

## Historie
První písemná zmínka o Drahonicích pochází z roku 1360, kdy vesnice patřila k manskému statku Pětipsy, které od krále Jana Lucemburského získal roku 1332 Fridrich z Egerberka. Podle Jaroslava Schallera však vesnici ve třináctém století vlastnil řád pražských křižovníků s červenou hvězdou, což jim roku 1253 potvrdil panovník. Okolo vesnice měla také vést obchodní cesta, po které se dopravovala sůl. U Drahonic překračovala Ohři, přes niž údajně vedl most zničený během třicetileté války, u kterého se vybíralo clo.
Vesnice byla částí lobkovického panství zabaveného Jiřímu Popelovi z Lobkovic. Ještě předtím císař císař Rudolf II. na jeho žádost v roce 1590 zakázal formanům překračovat řeku do vzdálenosti tři čtvrtě míle po i proti proudu a upravil výši cel za použití mostu. Například jezdec na koni za přejetí mostu zaplatil jeden míšeňský groš, stejnou částku platil prázdný vůz se dvěma koni, zatímco u naloženého vozu se platil groš za každého tažného koně. Menší poplatek (dva penízy) platili pěší, ale pro Židy byla cena dvojnásobná.
Roku 1605 (nebo 1606) vesnici koupil Linhart starší Štampach ze Štampachu. Ves se 24 poddanými byla při té příležitosti oceněna na 13 097 kop a 55 grošů. Při koupi byla uvedena v soupisu hasištejnského panství, ale Štampachové ji připojili k Ahníkovu. Po smrti Linharta staršího († 1608) vesnici získal jeho nezletilý synovec Zdislav Štampach, za něhož majetek spravoval Linhartův syn Matyáš sídlící Felixburgu. Za Zdislava Drahonice spadaly k panství Poláky. Zdislav jako evangelík přišel o majetek za účast na stavovském povstání, ale protože zůstal věrný Ferdinandovi II., byl mu majetek nakonec roku 1628 navrácen. Pro své náboženské přesvědčení ve stejném roce panství prodal Jindřichu Šlikovi. Od té doby Drahonice patřily k Polákům až do zrušení poddanství.
Podle berní ruly z roku 1654 ve vsi žilo pět sedláků, dvanáct chalupníků a osm rodin bez pozemkového majetku. Sedláci měli dohromady třináct potahů a chovali deset krav, třináct jalovic, 31 ovcí, 28 prasat a tři kozy. Chalupníkům patřilo jen čtrnáct krav, devět jalovic, sedmnáct ovcí, osm prasat a pět koz. Jeden sedlák navíc vlastnil násadní rybník, další hospodu a jiný mlýn. Mezi chalupníky byli dva rybáři, zedník, švec a jeden míval malý násadní rybník. Domy byly ve špatném stavu, a chalupy bezzemků byly označeny jako pusté. Na polích se pěstovalo žito. O necelých sto let později tereziánský katastr z roku 1748 v Drahonicích uvádí 102 obyvatel. Ve vsi stál mlýn se třemi koly a stoupou, vrchnostenská pila, kde se řezalo dřevo plavené po řece, a nacházely se u ní výtažní rybníky. Řemeslo ve vsi provozoval švec, tkadlec, kožešník a dva nádeníci. Mlýn fungoval i v roce 1895. Ve třicátých letech dvacátého století byl vybaven turbínovým válcovým strojem a podnikové nákladní auto bylo jediným motorovým vozem ve vsi. Kromě kupeckého obchodu v té době fungovala jen Zöfertova hospoda. Pekař z Dolan přijížděl jednou týdně s chlebem a maso lidé nakupovali ve Vikleticích, kde byla také škola. Lékař byl k dispozici v Čachovicích.

## Přírodní poměry
Drahonice stávaly na pravém břehu Ohře v nadmořské výšce okolo 240 metrů a jejich katastrální území měřilo 192 hektarů. Místo, kde vesnice stávala, se nachází v severní části katastrálního území Vadkovice zaplavené vodou nechranické přehrady v Mostecké pánvi. Ze třicátých let dvacátého století se dochovaly zprávy o vytváření ledových bariér na Ohři, které způsobovaly záplavy okolní krajiny.

## Obyvatelstvo
Při sčítání lidu v roce 1921 zde žilo 121 obyvatel (z toho 63 mužů), z nichž byl jeden Čechoslovák a 120 Němců. Kromě jednoho člověka bez vyznání patřili k římskokatolické církvi. Podle sčítání lidu z roku 1930 měla vesnice 140 obyvatel: jednoho Čechoslováka a 139 Němců. Všichni se hlásili k římskokatolické církvi.
|           | 1869 | 1880 | 1890 | 1900 | 1910 | 1921 | 1930 | 1950 | 1961 |
| --------- | ---- | ---- | ---- | ---- | ---- | ---- | ---- | ---- | ---- |
| Obyvatelé | 117  | 111  | 116  | 138  | 113  | 121  | 140  | 53   | 57   |
| Domy      | 26   | 26   | 26   | 26   | 26   | 28   | 26   | 18   | .    |

## Obecní správa
Po zrušení patrimoniální správy se Drahonice roku 1850 staly samostatnou obcí, ale při sčítání lidu v roce 1869 byly uvedeny jako osada obce Poláky, u které zůstaly až do svého zániku. Úředně byla osada zrušena 1. dubna 1967.